# I'm with Lucy
I'm With Lucy é uma comédia romântica de 2002 dirigida por Jon Sherman, estrelando Monica Potter no papel-título, com Henry Thomas, David Boreanaz, Anthony LaPaglia, Gael García Bernal e John Hannah.

## Sinopse
Lucy é uma jornalista que é dispensada por seu namorado "perfeito" e depois sai em uma série de encontros com cinco homens diferentes - Doug, um entomologista; Gabriel, um dramaturgo; Bobby, um jogador de beisebol; Barry, dono de uma loja de informática; e Luke, um médico. Ela age de maneira diferente com cada um dos homens - ela está bêbada em seu encontro com Doug; ela estranhamente pula na cama com Gabriel; ela fica, a princípio, irritada, mas depois comovida com o ex-astro do beisebol Bobby; o encontro dela com Barry começa difícil, mas então, durante o encontro, eles encontram seus pais e acabam jantando com eles; e seu encontro com Luke é desviado quando eles veem um colega de Luke que está com sua filha, Eva, que parece ter seus próprios olhos em Luke.
Ela não se conecta com Doug, mas faz com que ele saia de sua concha no final do encontro. Ela leva Bobby a vários lugares que o colocam completamente fora de seu elemento e então ele a leva a um show de cartas de beisebol, onde ela descobre um lado diferente dele. Seu encontro com Gabriel se torna essencialmente um caso de uma noite quando ela percebe que ele não é o que ela deseja na vida. Ela fica séria com Luke, mas um incidente em um restaurante no qual ele é rude com um dos garçons a faz perceber que ele também não é quem ela quer. Barry a surpreende várias vezes ao longo do filme com gestos tocantes e pensativos, que obviamente a conquistam no final.

## Elenco
- Monica Potter como Lucy
- Henry Thomas como Barry
- David Boreanaz como Luke
- Anthony LaPaglia como Bobby
- John Hannah como Doug
- Gael García Bernal como Gabriel
- Harold Ramis como Jack
- Julie Christie como Dori
- Robert Klein como Dr. Salkind
- Julie Gonzalo como Eve
- Julianne Nicholson como Jo
- Flora Martínez como Melissa
- Craig Bierko como Peter
- Linda Halaska como vendedora

## Produção
Orçado com US$15 milhões, I'm with Lucy começou a filmar em 16 de abril de 2001. O filme foi rodado na cidade de Nova York e na Flórida.